# Comic Market

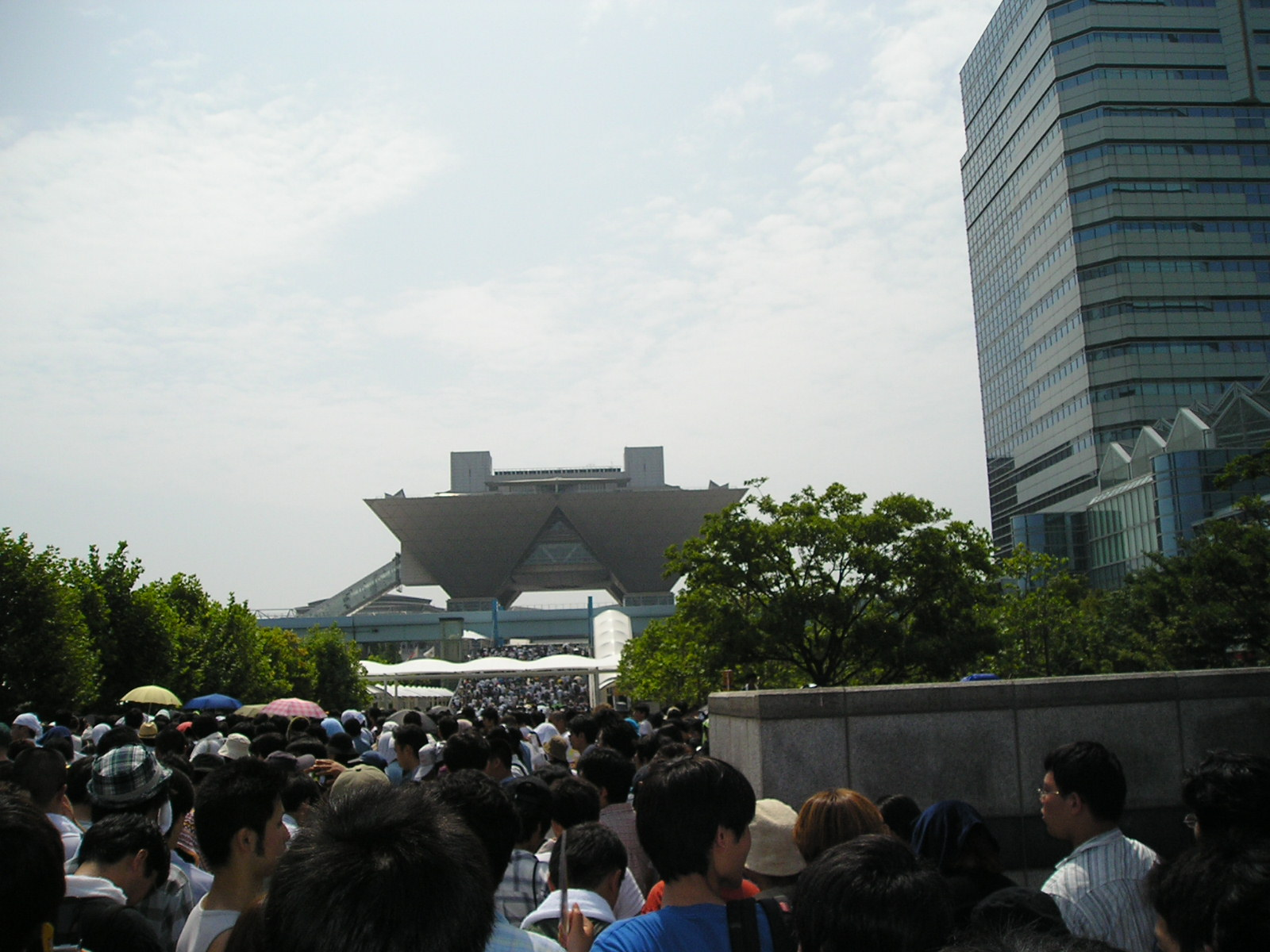
Warteschlange am Eingang zum 68. Comiket, 13. August 2005

Der Comic Market (jap. コミックマーケット komikku māketto, abgekürzt bzw. umgangssprachlich auch コミケット komiketto oder international Comiket) ist die größte Manga-Messe und -Convention Japans. Sie findet jedes Jahr im August und im Dezember für jeweils drei Tage im Tokioter Stadtteil Odaiba auf dem Big-Sight-Messegelände statt.

## Entwicklung
Der Comic Market wurde 1976 von den Studenten Teruo Harada, Jun Aniwa und Yoshihiro Yonezawa aus Protest gegen die ihrer Meinung nach schlecht organisierte Manga-Veranstaltung Nihon Manga Taikai gegründet. Die erste Veranstaltung hatte etwa 70 Besucher. Bis in die 80er vergrößerte sich die nichtkommerzielle Messe zur einflussreichsten Veranstaltung der entstandenen Otaku-Kultur. Daraufhin präsentierten sich auch die kommerziellen Verlage auf der Messe. Zum 72. Comic Market im August 2007 kamen in drei Tagen etwa 550.000 Besucher, 35.000 Aussteller und 12.500 Cosplayer. Zum 89. Comiket im Dezember 2015 kamen an den drei Tagen 520.000 Besucher, 35.000 Aussteller sowie 29.000 Cosplayer. Die höchste Zahl an Besuchern erreichte die Veranstaltung im Dezember 2019 mit 750.000. Wegen der 2020 weltweit ausgebrochenen COVID-19-Pandemie fielen die folgenden drei Termine aus. Beim Comic Market im Dezember 2021 kamen 110.000 Besucher.

## Angebot

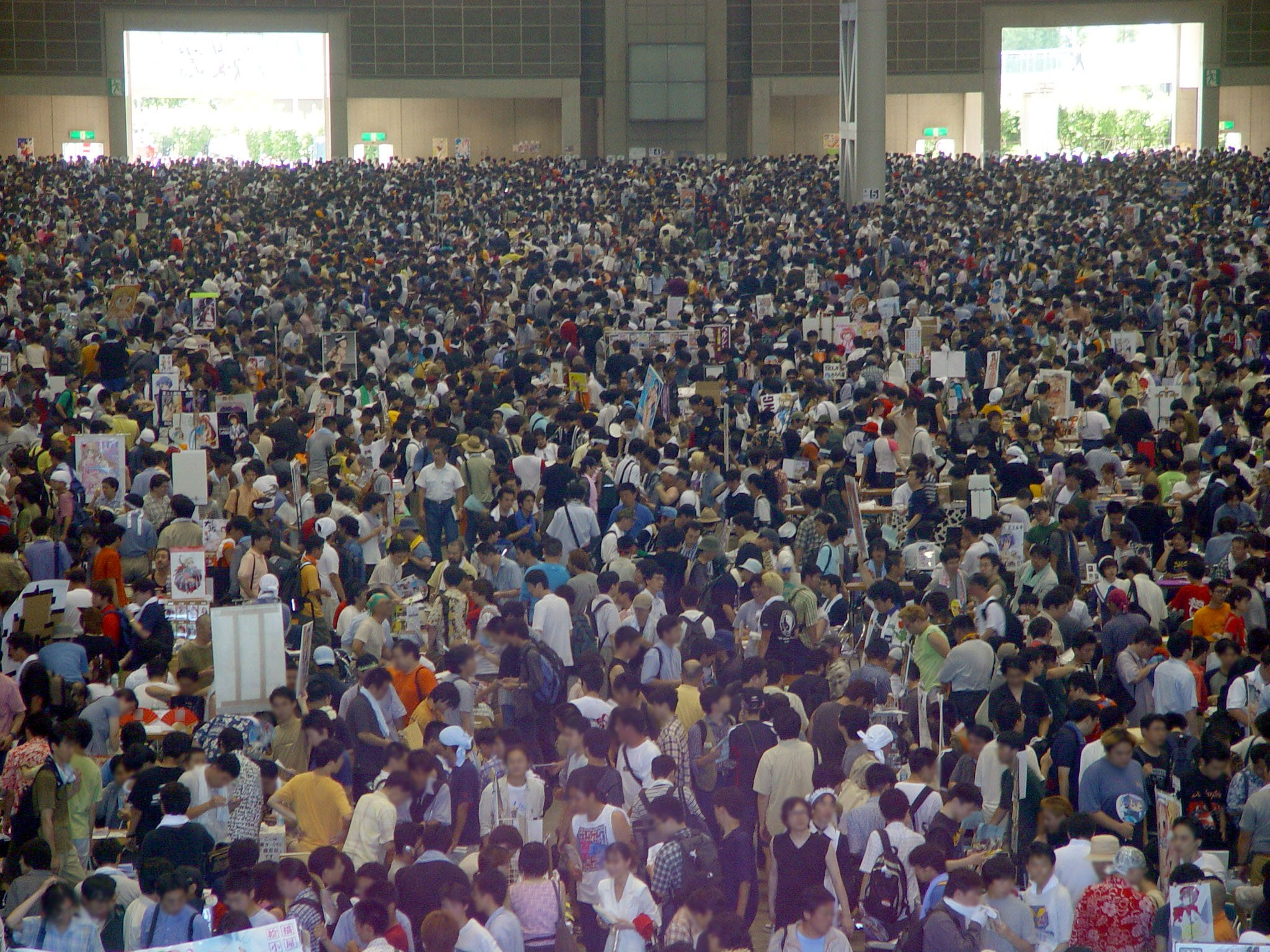
62. Comiket, 11. August 2002

Der Schwerpunkt des Comic Market liegt auf dem Verkauf von selbst gezeichneten Fan-Mangas, den Dōjinshi, zumeist herausgegeben im Eigenverlag von den Mitwirkenden, die in einer Gruppe (genannt Zirkel) zusammenarbeiten. Auch Cosplay und Stände von Anime-Studios haben auf der Messe ihren festen Platz. Die Zirkel verteilen sich jedoch nicht beliebig auf die Ausstellungsfläche, sondern bilden tägliche und örtliche Themenschwerpunkte, so dass sich Zirkel mit demselben Manga oder Thema als Grundlage in näherer Umgebung zueinander befinden.
Der erste Tag der Messe widmet sich Anime, Manga und Science-Fiction für das allgemeine Publikum. Themen des zweiten Tages sind Charaktere aus Computerspielen und Shōnen-ai. Der letzte Tag ist ernsthaften Studien zu den Medien und dem erotischen Angebot für Männer vorbehalten.

### Katalog
Um den Besuchern die Orientierung in den Messehallen zu erleichtern, wird ein Katalog als Print-Version sowie auf DVD-ROM einige Wochen im Vorfeld im Handel verkauft. Seit der Comiket 83 ist der Katalog auch kostenlos online einsehbar. Die gedruckte Version besitzt etwa die Größe und Umfang des Telefonbuchs einer Großstadt und enthält in der Hauptsache zeitlich, örtlich und thematisch sortierte Ausstellerlisten sowie weitere Informationen rund um die Messe. Der Katalog diente Besuchern einstmals als Zutrittserlaubnis zur Veranstaltung, dies ist heute jedoch nicht mehr erforderlich. Ohne Katalog ist es jedoch sehr schwierig, sich in den Messehallen zurechtzufinden.

## Bedeutung
In Japan gibt es keine Anime-Conventions westlicher Art. Für die meisten japanischen Manga-Fans ist der Comic Market eines der wichtigsten Ereignisse innerhalb ihres Hobbys. Die Veranstaltung ist die größte Publikumsmesse Japans und eine der größten kulturellen Veranstaltungen des Landes. Zahlreiche bekannte Manga-Zeichner haben ihre Karriere als Dōjinshi-Künstler auf dem Comic Market begonnen, z. B. Masamune Shirow, Kenichi Sonoda und das Zeichnerinnenteam CLAMP.